# Juan Pablo Fernandini
Juan Pablo Fernandini Juliani (San Jerónimo de Ica, 3 de julio de 1799-Arequipa, 18 de febrero de 1836) fue un militar peruano.

## Biografía
Nació en Ica. Hijo del corso Giovanni Giuseppe Ferrandini Lucchesi (1740-1810) y la criolla María Manuela Juliani y Mejía de Cabrera (1767-1836), hija del inmigrante corso y capitán de milicias del regimiento de Dragones de Ica, Giovanni Giuseppe Giuliani Giuliani. Sus hermanos fueron Mariano (1788-1836), presbítero y canónigo del Cabildo Eclesiástico de la Catedral de Lima; Manuel María (1794-1885), coronel del Ejército del Perú, Narciso Fernandini (1802-1864), diputado del Congreso Nacional de la República por la entonces provincia limeña de Ica; Félix Hilario (1805-1886) Hacendado de la ciudad de Ica. Además tenía dos hermanastros hijos del primer matrimonio de su padre con Anacleta Aguilar: José Eduardo Fernandini Aguilar, Guarda Vista de la Casa de la Moneda de Lima, comandante general de Resguardo de Lambayeque, y José Mariano Fernandini Aguilar, presbítero, canónigo del Cabildo Eclesiástico de la Catedral de Lima, doctor en Teología Dogmática y Natural, rector del Colegio de la Independencia en Lima, firmantes del Acta de Independencia del Perú. 
Curso estudios en el Seminario de Santo Toribio y concluyó el estudio de leyes. A los pocos días de haber desembarcado, en Pisco la Expedición Libertadora del Perú, marchó hasta allí y en calidad de cadete fue incorporado al Batallón No.4 de Chile. Destacándose a las órdenes del general Juan Antonio Álvarez de Arenales, sirvió en la expedición conducida a través de los pueblos de la sierra central y después de la batalla de Cerro de Pasco, mereció su primer ascenso. Pasó a la Compañía de Granaderos del Batallón de la Legión Peruana cuando este cuerpo fue organizado (setiembre de 1823)y graduado ya como Teniente, participó en la Segunda Campaña de Intermedios. Trasladado luego al norte, fue agregado al ejército que organizó Simón Bolívar. A sus órdenes marchó por Huaraz a Cerro de Pasco e intervino en la batalla de Junín, y ascendido entonces a Capitán, tuvo al mando de una compañía del Batallón de Infantería No.2 de la División Peruana durante la batalla de Ayacucho. Luego acompañó al general Antonio José de Sucre al Alto Perú. 
A principios de 1826, regresó al Perú y sirvió como edecán del General Andrés de Santa Cruz mientras este ejerció la presidencia del Consejo de Gobierno (1826) y lo hizo Mayor Efectivo. A principio de 1827, pasó a ser el segundo Jefe del Batallón 2.º de Ayacucho. Graduado ya como Teniente Coronel (1827) tuvo a su cargo el comando de un batallón durante la Guerra grancolombo-peruana. Después del Combate de Saraguro acontecido el 12 de febrero de 1829 y hallándose de guarnición en Guayaquil, se opuso a que se infiera malos tratos al general Mariano Necochea, después del golpe de Estado que en Piura efectuó Tras el golpe de Estado de Agustín Gamarra el 7 de junio de 1829. Pasada la batalla del Portete de Tarqui marchó a Guayaquil con su batallón donde permaneció hasta julio del mismo año. 
Fue ascendido a Coronel en setiembre de 1829. En esa época pasó al Estado Mayor General, como ayudante general de la Junta Calificadora instaurada para llevar a cabo la reforma militar y Jefe de Estado Mayor General (1832) cerca al General Agustín Gamarra. Elevado al rango de General de Brigada (1832), obtuvo su retiro. En 1833 fue enviado a México con una misión diplomática y cuando regresó asumió el Ministerio de Guerra y Marina que el presidente Luis José de Orbegoso, le confió al iniciar su gira política por el sur del país y en este cargo hubo el conato sedicioso efectuado en el Callao (1 de enero de 1835) en nombre del general Antonio Gutiérrez de la Fuente y luego el pronunciamiento del general Felipe Santiago Salaverry. Durante la guerra contra Santa Cruz, fue nombrado como prefecto de Junín pero al iniciarse la intervención boliviana fue llamado por el general Salaverry y puesto como comandante general de la I División del Ejército. 
En estrecha coordinación con el general Salaverry marchó a Lucanas siguió a Camaná y Vítor, entró a la ciudad de Arequipa en la cual asumió la prefectura, tuvo parte destacada en la batalla de Uchumayo pero en la batalla de Socabaya fue hecho prisionero y sometido a un Consejo de Guerra, en el cual es condenado a muerte, pero al sentarlo en la silla donde iba a ser fusilado, logró escaparse entre la multitud que contemplaba la ejecución, pero fue detenido y muerto con bayonetas en la Plaza de Armas de Arequipa, el 19 de febrero de 1836.